# Harald Wallin
Johan Harald Alfred Wallin, född 27 februari 1887 i Masthuggs församling, Göteborg, död 16 juni 1946 i Göteborgs Oskar Fredriks församling, Wallin var besättningsman på 8 meters-båten Vinga som tog silver i OS i London 1908 och senare också besättningsman på 10 meters-båten Kitty som tog OS-guld i Stockholm 1912. Han är begravd på Kvibergs kyrkogård i Göteborg.